# Neoconocephalus curitibensis
Neoconocephalus curitibensis is een rechtvleugelig insect uit de familie sabelsprinkhanen (Tettigoniidae). De wetenschappelijke naam van deze soort is voor het eerst geldig gepubliceerd in 1952 door Piza. Zoals de naam al doet vermoeden, komt deze soort voor in de Braziliaanse gemeente Curitiba.